# Samir Aliyev
Samir Aliyev (en azéri : Samir Yaqub oğlu Əliyev), né le 14 avril 1979 à Kalinino en Arménie, est un footballeur international azerbaïdjanais, devenu entraîneur à l'issue de sa carrière, qui évoluait au poste d'attaquant.

## Biographie

### Club
Il prend sa retraite le 17 juillet 2012 durant la pause du match du 2e tour de qualification de la Ligue des champions : le Neftchi Bakou contre le FC Zestafoni.

### Sélection
Le 19 août 1997, il est appelé pour la première fois en équipe d'Azerbaïdjan par Vagif Sadygov pour un match amical contre la Lettonie (0-0). Il entre en jeu à la place de Khagani Mammadov à la 59e minute de jeu. Le 21 août 2002, il marque son premier but en équipe d'Azerbaïdjan lors du match amical face à l'Ouzbékistan (victoire 2-0).
Il compte 33 sélections et 4 buts avec l'équipe d'Azerbaïdjan entre 1997 et 2007.

## Palmarès

### En club
- FK Kapaz :
  - champion d'Azerbaïdjan en 1999.

### Récompenses
- Élu meilleur joueur du championnat d'Azerbaïdjan en 2002.

## Statistiques

### Buts en sélection
Le tableau suivant liste les résultats de tous les buts inscrits par Samir Aliyev avec l'équipe d'Azerbaïdjan.